# Plats
Plats é uma comuna francesa na região administrativa de Auvérnia-Ródano-Alpes, no departamento de Ardèche. Estende-se por uma área de 16,25 km². Em 2010 a comuna tinha 870 habitantes (densidade: 53,5 hab./km²).